# Mira-Sintra
Mira-Sintra è una ex freguesia del Portogallo nel comune di Sintra, già appartenente alla freguesia di Agualva-Cacém.
Costituisce un importante snodo soprattutto ferroviario infatti dispone di una sua stazione: Mira-Sintra-Meleças.
Mira-Sintra risulta essere l'espansione di una località chiamata Bairro de Mira-Sintra, negli estremi settentrionali dell'antica freguesia di Agualva-Cacém. Oggi questo Bairro risulta essere totalmente scomparso perché probabilmente le case sono state demolite. 
Mira-Sintra occupa la parte centrale dell'area metropolitana di Lisbona, infatti si trova a circa 10 minuti da essa, poco più di 10 minuti dalle spiagge della Linha di Cascais e a circa 10 minuti anche dalla Vila de Sintra.
Essa è soprattutto avvolta nel verde dell'erba e dei campi, essendo anche piccola (6 106 abitanti) e quindi anche senza molto inquinamento urbanistico.
Oltre alla stazione ferroviaria vi sono anche collegamenti con autobus della Vimeca/LT - Lisboa Trasportes che garantiscono corse verso Lisbona, Oeiras e varie zone della frazione.